# 환경화학
환경화학(environmental chemistry)은 자연환경에서 일어나는 화학적, 생화학적 현상을 과학적으로 연구하는 학문이다. 잠재적인 오염을 그 원인에서 줄이려는 녹색 화학과 혼동해서는 안 된다. 이 분야는 공기, 토양 및 물 환경에서 화학 종의 출처, 반응, 수송, 영향 및 운명에 대한 연구로 정의될 수 있다. 그리고 이것들에 대한 인간 활동과 생물학적 활동의 영향. 환경 화학은 대기, 수생 및 토양 화학을 포함하고 분석 화학에 크게 의존하고 환경 및 기타 과학 영역과 관련된 학제 간 과학이다.
환경 화학은 먼저 오염되지 않은 환경이 어떻게 작동하는지, 어떤 화학 물질이 어떤 농도로 자연적으로 존재하고 어떤 영향을 미치는지 이해하는 것을 포함한다. 이것이 없다면 인간이 화학 물질의 방출을 통해 환경에 미치는 영향을 정확하게 연구하는 것은 불가능할 것이다.
환경 화학자는 화학 및 다양한 환경 과학의 다양한 개념을 사용하여 환경에서 화학 종에 어떤 일이 일어나고 있는지 연구하는 데 도움을 준다. 화학의 중요한 일반 개념에는 화학 반응 및 방정식, 용액, 단위, 표집 및 분석 기술에 대한 이해가 포함된다.

## 저명한 환경화학자
- 파울 크뤼천
- 마리오 J. 몰리나
- 클레어 패터슨
- 프랭크 셔우드 롤런드
- 수전 솔로몬
- 엘런 스월로 리처즈
- 존 틴들

## 같이 보기
- 녹색 화학